# Nilpotent matrix
I matematikken og i særdeleshed i lineær algebra er en nilpotent matrix en n×n kvadratisk matrix M, hvor
{\displaystyle M^{q}=0}
for et naturligt tal q, hvor 0 betegner nulmatricen. På samme måde er en nilpotent transformation en lineær transformation L med {\displaystyle L^{q}=0} for et naturligt tal q.
Der er specielle tilfælde af et mere generelt nilpotensbegreb, der ikke kun gælder for matricer og lineære transformationer men for alle elementer i ringe.

## Eksempler
Betragt matricen
{\displaystyle {\begin{bmatrix}0&1&0&0\\0&0&1&0\\0&0&0&1\\0&0&0&0\end{bmatrix}}.}
Den er et eksempel på en 4×4 nilpotent matrix. Bemærk ikke-nul-indgangene i superdiagonalen. Den karakteristiske egenskab ved denne matrix fremstår af potensopløftningen, idet
{\displaystyle N^{2}={\begin{bmatrix}0&0&1&0\\0&0&0&1\\0&0&0&0\\0&0&0&0\end{bmatrix}};\ N^{3}={\begin{bmatrix}0&0&0&1\\0&0&0&0\\0&0&0&0\\0&0&0&0\end{bmatrix}};\ N^{4}={\begin{bmatrix}0&0&0&0\\0&0&0&0\\0&0&0&0\\0&0&0&0\end{bmatrix}}.}
Superdiagonalen 'rykker en tak op', indtil man til sidst opnår nulmatricen.
Den tilhørende nilpotente transformation L : R4 → R4 er defineret ved:
{\displaystyle L(x_{1},x_{2},x_{3},x_{4})=(x_{2},x_{3},x_{4},0).\,}

## Egenskaber
Lad M være en n×n nilpotent matrix.
- Det mindste heltal q, der opfylder, at Mq = 0 er mindre end eller lig med n.
- Egenværdierne af M er alle nul. Faktisk gælder, at en matrix er nilpotent, hvis og kun hvis dens egenværdier er nul.
- Det karakteristiske polynomium af M er λn.
- Determinanten og sporet af M er begge nul.
- Enhver streng øvre trekantsmatrix og streng nedre trekantsmatrix er nilpotent.

## Klassifikationssætning
Ovenstående eksempel er typisk, som det følgende resultat viser. Enhver nilpotent er kongruent til en blokdiagonalmatrix
{\displaystyle {\begin{bmatrix}N_{1}&0&0&\ldots &0\\0&N_{2}&0&\ldots &0\\0&0&N_{3}&\ldots &0\\\vdots &\vdots &\vdots &\ddots &\vdots \\0&0&0&\ldots &N_{k}\end{bmatrix}},}
hvor blokkene {\displaystyle N_{i}} har ettaller på superdiagonalen og nultaller alle andre steder:
{\displaystyle N_{i}={\begin{bmatrix}0&1&0&\ldots &0&0\\0&0&1&\ldots &0&0\\\vdots &\vdots &\vdots &\ddots &\vdots &\vdots \\0&0&0&\ldots &1&0\\0&0&0&\ldots &0&1\\0&0&0&\ldots &0&0\end{bmatrix}}.}